# Kudanaga
Kudanaga o Kuda Naga (Kunchanaga) fou rei d'Anuradhapura (Sri Lanka) que va regnar del 195 al 196 i va succeir al seu germà Cula Naga al que va assassinar.
Després d'uns mesos de regnat (a l'entorn d'un any) la situació al país no millorava i encara anava a pitjor, la fam s'estenia; el rei només podia alleujar la sort dels sacerdots; llavors el seu cunyat Sirinaga, que era el ministre de defensa i dirigia l'exèrcit es va revoltar i va marxar contra la capital i va derrotar les forces militars que romanien lleials al rei i es va proclamar nou rei (Sirinaga I).